# Humpame
Humpame (em fon, Hunkpame)  é um templo ou convento dedicado ao culto vodum. Significa, literalmente, o lugar onde está a divindade (hun), ou seja, o local de culto, segundo a tradição fon.
É chefiado por um sacerdote ou sacerdotisa-chefe residente, à frente de vários auxiliares fixos, cujo número pode aumentar nas ocasiões de culto e iniciação. Os neófitos chegam a viver quase um ano no humpame até que atinjam a condição de vodunces, e suas respectivas famílias venham resgatá-los, simbolicamente.
Dentro do humpame, fala-se uma ou mais línguas sagradas, como o hùngbè ou humbê, conforme seja o vodum principal que é ali cultuado. O humbê se compõe do próprio fon e seus dialetos, mesclado com idiomas vizinhos como o gem (mina), o nagô (iorubá), o bariba, etc. e é um tabu falar em humbê fora do humpame.
A palavra humpame significa 'roça' ou 'sítio',  na língua jeje-fon, um espaço sagrado onde se encontra o kwé (ou cué), a casa de culto ao vodum.